# 인권철학
인권철학은 인권개념의 근간을 살피고 그 내용과 정당성을 비판적으로 들여다보려 한다. 인권 개념이 어떻게 그리고 왜 발전했는지 설명하기 위해 몇 가지 이론적 접근 방식이 발전되었다.
인권에 대한 가장 오래된 서구 철학 중 하나는 그것이 다른 철학적 또는 종교적 근거에서 비롯된 자연법의 산물이라는 것이다. 다른 이론에서는 인권이 생물학적 및 사회적 진화 과정 (흄과 관련)에 의해 개발 된 인간의 사회적 산물 인 도덕적 행동을 성문화한다고 주장한다. 인권은 또한 법칙의 사회 학적 이론과 Weber의 작업에서와 같이 규칙 설정의 사회 학적 패턴으로 설명된다. 이러한 접근 방식에는 사회의 개인이 보안 및 경제적 이점 ( Rolls에서와 같이)의 대가로 합법적 인 권한의 규칙을 수락한다는 개념, 즉 사회적 계약이 포함된다. 현대 인권 논의를 지배하는 두 가지 이론은 관심 이론과 의지 이론이다. 이해 이론은 인권의 주된 기능이 특정한 본질적인 인간의 이익을 보호하고 증진하는 것이라고 주장하는 반면, 의지 이론은 자유에 대한 고유 한 인간 능력에 기초하여 인권의 타당성을 확립하려고 시도한다.

## 자연권
자연법 이론은 일시적인 인간 법이나 전통과는 무관한 "자연적인" 도덕적, 종교적, 심지어 생물학적 질서에 기반을 두고 있다.
소크라테스와 그의 철학적 상속자인 플라톤과 아리스토텔레스는 자연적 정의 또는 자연적 권리 (δίκαιον φυσικόν dikaion physikon ; Latin ius naturale )의 존재를 가정했다. 이 중 아리스토텔레스는 종종 자연법의 아버지라고 말하지만 이에 대한 증거는 주로 Thomas Aquinas의 그의 작업 해석에 기인한다.
이러한 자연 정의 전통이 자연 법칙 중 하나로 발전한 것은 대개 Stoics에 기인한다.
초기 교회 교부들 중 일부는 그때까지 이교도의 자연법 개념을 기독교에 통합하고자 했다. 자연법 이론은 Thomas Aquinas, Francisco Suárez, Richard Hooker, Thomas Hobbes, Hugo Grotius, Samuel von Pufendorf, John Locke의 철학에 크게 등장했다.
가장 중요한 "자연적 인권" 중 하나는 생명권이다. 고대 인도 문헌에 따르면 Jain Sect의 창시자인 Lord Mahavira도이 Right To Life의 창시자였다. 그의 가르침과 원리는 "Live & Let Live"라는 보관됨 2021-01-22 - 웨이백 머신 교리 또는 철학에 초점을 맞추었다. 이 철학은 비경 심의 원칙에 기초한다.
16 세기에 스페인 군주가 라틴 아메리카 인디오 의 영토권 주장의 정당성을 조사해 달라는 요청을 받은 Francisco de Vitoria는 특히 그의 유명한 Relectio de Indis에서 자연권 이론을 설명했다.
17 세기에 Thomas Hobbes는 자연 상태에 있는 사람은 "공통 부"(국가)가 없는 사람은 서로 끊임없는 전쟁 상태에 있다는 원칙에서 시작하여 법적 실증주의의 계약주의 이론을 세웠는다. 따라서 그의 생명과 소유물에 대한 두려움 (이를 정의 할 주권자 없이는 재산도 권리도 없다). Hobbes는 이성적인 인간이 생존과 번영을 추구하는 방법으로 자연 법칙을 주장했다. 자연법의 첫 번째 원칙은 평화를 추구하는 것이며, 그 안에서 자기 보존이다. 홉스가 인정한 자연법 (호브 스가 인정한 것은 잘못된 명칭, 영연방이없는 법은 없다)은 인류의 자연적 이익을 고려하여 발견된 반면, 이전 철학자들은 자연법을 고려하여 자연권이 발견되었다고 말했다. Hobbes의 견해에 따르면, 자연법이 우세할 수 있는 유일한 방법은 인간이 개인이든 개인의 집합이든 주권자의 명령에 복종하여 연방을 만드는 데 동의하는 것이다. 여기에 통치자와 주지사 사이의 사회적 계약 이론의 기초가 놓여 있다.
Hugo Grotius는 자연법에 대한 국제법 철학을 기반으로 했다. 그는 "전능한 존재의 의지조차도 자연 법칙을 바꾸거나 폐지할 수 없다"고 썼다. 자연 법칙은 "불가능하다고 가정해야 하는데, 신이 없다거나 그가 인간사를 돌보지 않는다고 해도 그 객관적 타당성을 유지할 것"이라고 썼다. ( De iure belli ac pacis, Prolegomeni XI). 이것은 자연 법칙이 더 이상 신학에 의존하지 않도록 만든 유명한 주장 인 etiamsi daremus ( non esse Deum )이다.
John Locke는 특히 Two Treatises of Government에서 자연법을 그의 많은 이론과 철학에 통합했다. 로크는 통치자가 자연법을 어 기고 "생명, 자유, 재산"을 보호하지 못하면 사람들이 현존하는 국가를 타도하고 새로운 국가를 만들 수 있다고 홉스의 처방을 뒤집었다.
벨기에 법철학자인 Frank Van Dun은 자유주의 전통에서 자연법에 대한 세속적 개념을 정교화하는 사람들 중 한 명이다. 인권을 보편적인 인간 존엄성 개념의 파생물로 정의하는 자연법 이론의 새로운 형태와 세속적 형태도 있다.
"존엄성"은 인권 논의의 핵심 용어이다. 세계 인권 선언은 철학적 근거에 근거한 주장을 정당화하는 것이 아니라 단순히 인간의 존엄성에 호소한다.
Karl Rahner는 자유와 관련하여 인간의 존엄성을 논의한다. 구체적으로, 그의 자유에 대한 생각은 신과 의사 소통할 수 있는 자유에 대한 호소로서의 인권과 관련이 있다. 이러한 자유와 존엄성을 외부 세력에 의해 위협받을 수 있는 체현 된 개인으로서, 이 존엄성 보호는 인권 보호를 호소한다.
"인권"이라는 용어는 인기에서 "자연적 권리"라는 용어를 대체했다. 그 이유는 권리가 존재하기 위해 자연법이 필요한 것으로 간주되는 경우가 점점 줄어들 기 때문이다. 따라서 일부 사람들에게는 인권에 대한 논쟁이 자연법의 올바른 해석에 대한 논쟁으로 남아 있으며, 인권 자체는 긍정적이지만 환원주의적인 표현이다.

## 사회 계약
영국의 철학자 토마스 홉스 (Thomas Hobbes)는 자유 개인 그룹이 보존을 위해 동의하여 그들을 통치하는 제도를 형성하는 가상의 사회적 계약 의 존재를 제안했다. 그들은 주권자로부터 보호받는 대가로 자연적인 완전한 자유를 포기한다. 이것은 정부의 권리 확보 실패가 정부의 해임을 정당화하는 실패라는 존 로크의 이론을 이끌어 냈으며, 나중에 Jean-Jacques Rousseau가 그의 "Du Contrat Social"( The Social Contract)에서 가정 한 내용에 반영되었다. ).
국제 주식 전문가 Paul Finn은 다음과 같은 견해를 반영했다.
우리 사회의 가장 근본적인 신뢰관계는 공동체(국민)와 국가, 그 기관과 공무원 사이에 존재한다는 것이 명백한다.
— Paul Finn
영국 법 전통을 따르는 정부와 관할 국가 간의 관계는 신탁 관계이다. 형평법에서 정치인의 신탁 의무는 선의와 충성의 의무 일뿐만 아니라 국가와 국민을 관리하는 기술과 능력의 의무도 포함한다. 법정에서 시작된 신탁 개념은 권력을 가진 사람들이 자신의 권위를 남용하는 것을 방지하기 위해 존재한다. 정부와 피지배 인 간의 신탁 관계는 정부의 권한 행사로 사람들을 통제하는 정부의 능력에서 비롯된다. 사실상 정부가 권리를 폐지 할 권한이있는 경우, 자체적으로 처분 할 권한이있는 권리를 소멸하는 자체 재량권을 행사함으로써 이익을 얻을 수 있기 때문에 그러한 이익을 보호해야 할 신탁 의무도 똑같이 부담된다. .

## 상호 상태
황금률, 또는 호혜 주의 윤리는 자신이 대우받는 것처럼 다른 사람에게해야한다고 말한다. 원칙은 상호 인정과 권리 존중이 자신의 권리를 보호한다는 것이다. 이 원칙은 세계의 모든 주요 종교에서 약간 다른 형태로만 발견되며 1993년 세계 종교 의회의 "세계 윤리를 향한 선언"에 명시되어 있다.

## 소련의 인권 개념
소련의 인권 개념은 서구에서 널리 퍼진 개념과 달랐다. 서구의 법 이론에 따르면 "정부 에 대해 주장하는 것은 인권의 수혜자 인 개인"인 반면 소련 법은 국가가 인권의 원천이라고 선언했다. 따라서 소련의 법체계는 법을 정치의 한 부분으로, 법원은 정부의 기관으로 간주했다.  소련의 비밀 경찰 기관에 광범위한 사법권 이 주어졌다. 정권은 서구 의 법치, 시민의 자유, 법의 보호 및 재산 보장을 폐지했다.   블라디미르 레닌에 따르면, 사회주의 법원 의 목적은 " 테러를 제거하는 것이 아니라 ... 테러를 실체화하고 원칙적으로 합법화하는 것"이었다.
범죄는 법률 위반이 아니라 소비에트 국가와 사회를 위협 할 수 있는 모든 행위로 결정되었다. 예를 들어, 이익을 얻고 자하는 욕구는 사형에 처할 수 있는 반 혁명적 활동으로 해석 될 수 있다.  1928 ~ 31년 수백만 농민의 청산 및 추방은 소련 민법에 따라 수행되었다.  일부 소비에트 법학자들은 "범죄 탄압"이 무죄에서 적용될 수 있다고 주장하기도 했다. " .  우크라이나 체카의 수장 인 Martin Latsis는 다음과 같이 설명했다. 대신 그가 속한 클래스, 그의 배경, 학력, 직업 이 무엇인지 물어보십시오. 피고인의 운명을 결정할 질문이다. 그것이 레드 테러 의 의미와 본질이다. "
공개 재판 의 목적은 " 당 당국 이 미리 정한 범죄의 존재 유무를 입증하는 것이 아니라 시민 교육을 위한 정치적 선동과 선전 을 위한 또 다른 포럼을 제공하는 것이 었습니다 (예를 들어 모스크바 재판 참조). ). 당원 이어야했던 변호인은 의뢰인의 죄책감을 당연시해야했다. . . "

## 기타 인권 이론
철학자 존 피 니스 (John Finnis)는 인권이 인간의 안녕을 위해 필요한 조건을 창출하는 도구 적 가치에 근거하여 정당화 될 수 있다고 주장한다. 관심 이론은 이기심을 바탕으로 다른 개인의 권리를 존중할 의무를 강조한다.
예를 들어, 폭력적인 저항과 항의의 위험을 최소화하고 정부에 대한 불만의 수준을 관리 가능한 상태로 유지함으로써, 국가 시민들에게 적용되는 인권법은 국가의 이익에 기여한다.
— 난민법을 재고하는 Niraj Nathwani
생물학적 이론은 자연 선택의 맥락에서 공감과 이타주의에 기반한 인간의 사회적 행동의 비교 생식 적 이점을 고려한다.
인간 안보는 기존의 국가 기반 안보 개념에 도전하고 보안에 대한 사람 중심의 접근 방식이 현대 상호 의존적 세계에서 더 적절하며 개인과 사회의 안보를 향상시키는 데 더 효과적 일 것이라고 주장하는 새로운 사고 학교이다. 지구 반대편.
Ipso 사실적 법적 권리 이론
인권 학자 법정 변호사 Dr Mohammed Yeasin Khan LLB Honours, LLM, PhD, PGDL, Barrister-at-Law (Lincoln 's Inn), 영국 : 'Right'는 'legal'과 동의어이며 'wrong'의 반의어이다. 그리고 '불법', 모든 인간의 모든 '권리'는 사실상 법, 헌법 또는 기타 어떤 국가에서 작성되었는지에 관계없이 법의 보호와 법적 구제를받을 가치가 있는 '법적 권리'이다.
인간을 위한 세계 평화 이론
변호사 Mohammed Yeasin Khan 박사에 따르면 : '(a) 세계 테러와 전쟁을 해방시키고 기아, 빈곤, 차별, 착취로부터 해방시키는 유일한 방법; (b) 법치와 경제, 정치 및 사회 정의를 확립하기 위해; 그리고 (c) 전 세계 인간의 자유, 평화 및 개발을 확인하는 것 '은'Ipso Facto Legal Rights '로서의 인권 보호 및 증진이며,'인간을 위한 인간 '이라는 하나의 단일 이론에서 상호 의존적이며 상호 의존적이며 '일대일 대 다른'접근 방식, 즉 세계 평화의 '인간 이론'접근 방식.

## 인권 비판
인권에 대한 비판이없는 것은 아니다. Jeremy Bentham, Edmund Burke, Friedrich Nietzsche 및 Karl Marx는 자연권의 개념을 비판 한 역사적 철학자의 예이다. Alasdair MacIntyre는 인권에 대한 현대의 선도적 인 비평가이다. 그의 비판은 아래에서 논의된다.

### 자연권에 대한 에드먼드 버크
에드먼드 버크는 18 세기 철학자, 정치 이론가, 보수주의 학교와 주로 관련된 정치가였다. 자연권에 대한 그의 견해 는 인간과 시민의 권리 선언 (1789)과 그 저자를 직접 공격 한 프랑스 혁명에 대한 성찰에서 가장 잘 표현된다.
Burke의 선언문에 대한 불안감은 초안 작성자가 기존 시설을 포기한 데 있다. Burke에게 헌법 적 정당성은 Rousseauian의 일반 의지의 교리가 아니라 상속 된 지혜의 한 형태에서 비롯되었다. 그는 선언문 초안 작성자가 시간의 시험을 견뎌온 전통적인 관념을 버리는 것이 오만하고 제한적이라고 생각했다. 제도 자들에게는 전통의 족쇄를 버린 것처럼 보일지 모르지만, Burke에게 그들은 한 사람이나 그룹에 대한 좁은 생각으로 그들의 발견을 제한했다. 이것은 선언에 대한 Burke의 공격이 근거한 근거이다.
버크는 자연권의 존재를 부인하지 않았다. 오히려 그는 제도 자들이 채택한 선험적 추론이 사회의 틀 내에서 적용하기에는 너무 추상적 인 개념을 만들어 냈다고 생각했다. “이 이론가들의 가장 된 권리는 모두 극단이다. 그리고 형이상학 적으로 진실한 비율에서 그것들은 도덕적으로나 정치적으로 거짓이다.”, Burke는 추상적 인 권리가 사회적 틀 없이는 무의미하다는 것을 확인했다.
Locke 와는 대조적으로 Burke는 정부의 목적이 기존의 자연권을 보호하는 것이라고 믿지 않았다. 그는 "인간의 원시적 권리는 그토록 다양한 굴절과 성찰을 겪으며, 마치 원래 방향의 단순함을 계속 유지하는 것처럼 그들을 말하는 것은 어리석은 일이된다"고 믿었다. Burke에게있어 오랜 사회 진화의 결과로 무의미한 자연권을 시민들에게 제공되는 실질적인 이점으로 변화시킨 것은 정부였다.
Burke가 위험하다고 판단한 것은 추상화 수준과 정부 위의 위치만큼 권리 자체가 아니 었다. 그는 "중요한 고대 시설을 무너 뜨리고, 행정 방식과 공공 기관만을 파괴하려는 사람들은 ... 가장 장난스럽고 따라서 가장 사악한 사람"이라고 말했다. 버크의 정치에는 단순한 답이 없었고 선언문에 표현 된 것과 같은 포괄적이고 보편적 인 격언도 없었다. 오히려 개인에게 부여 된 권리는 사회적 프레임 워크의 맥락에서 평가되어야했다. 그러나 그는 선언 의 단순성이 매력적이며 사회 질서를 훼손하는 능력을 두려워했다. Burke는 이러한 추상화 원칙의 절대적 본질이 본질적으로 혁명적이라고 믿었다. 그들은 타협하지 않았고 원칙에 대한 경멸은 무기를 들고 일 어설 이유였다. 이것은 문제였다.
모든 정부는 타협과 물물교환을 바탕으로 한다. 우리는 불편함을 조정하고, 주고 받고, 주고 받고, 권리를 양도하고, 다른 사람들을 즐길 수 있게 한다. 그리고 우리는 미묘한 분쟁보다는 행복한 시민이 되는 쪽을 택한다.
— Edmund Burke
자연권“다시 처방이있을 수 없다. 이러한 어떠한 합의도 구속력이 없다.” 버크가 믿었던 바로 그 사회를 파괴 할 수 있는 도구를 혁명가들에게 제공했다. 이런 식으로 Burke는 선언문에 포함된 권리가“광기, 불화, 악, 혼란, 무가치 한 슬픔의 적대적인 세계”로 이어질 것이라고 생각했다.

### 자연권에 대한 Jeremy Bentham
18 세기 공리주의 철학자 제레미 벤담은 비판 시민 남자와 권리의 선언을 자신의 텍스트 무정부 착오에. 그는 자연권의 개념이“죽마에 대한 말도 안되는 것”이라고 유명하게 주장했다. Bentham은 선언문 이 채택한 언어와 가정 한 이론 모두에 대해 비판했다. “편지를 보면 말도 안 돼요. 편지 너머를 보면 아무것도 찾을 수 없다.”
Bentham이 선언에 대해 반박 한 비판 중 하나는 절대적이고 보편적 인 규범의 형태로 권리를 주장하는 것이었다. 그는 모든 사람이 동등하게 소유 한 절대적 권리가 무의미하고 바람직하지 않다는 것을 확인했다. 예를 들어 모든 사람이 무한한 자유를 가지고 있다면 그 자유를 사용하여 다른 사람의 자유를 침해하는 것을 배제 할 수 없기 때문에 의미가 없다. 이런 식으로“인간 정부와 인간 법” 은 권리를 실현하기 위해 권리에 대한 경계를 부여해야한다. 절대적 권리를 옹호하는 사람들이 이러한 필요성을 인정하더라도 선언 의 지지자들이 그러했듯이 벤담은 그것이 헛된 것이라고 주장한다.  “이것은 자기 모순이 될 것이다. 왜냐하면 이러한 권리는 그들의 존재가 선언 된 것과 같은 숨결에서 설명 할 수 없는 것으로 선언되기 때문이다. 설명 불가능… 법의 간섭을 배제하지 않는 한 아무것도 의미하지 않는다.”
이 모순에 덧붙여, Bentham은 절대적인 용어로 소파 권리의 위험에 대해 경고했다. 모든 사람의 권리를 절대적으로 동등하게 보호 할 수 있는 정부는 유토피아적인 열망이지만, 선언 은이를 정당성의 조건으로 간주한다. "이러한 기대를 어느 정도 충족시키지 못하는 모든 정부에 대해 반란을 일으키는 것이이 선언문의 목표라고 공언하는 것이다." Bentham은 도덕적으로 잘못된 법이 있다는 것을 부인하지 않는다. 그의 불안은 반박적인 법에 근거하여 폭력, 혼돈, 파괴와 관련된 혁명적 무기 요구를 쉽게 정당화하는 데 있다.
이론적 결함 중에서 Bentham은 자연권이 제도 자의 이기적인 목표를 추구하기 위해 채택 된 구성이라고 생각했으며, 그에 대한 논리적 근거는 찾을 수 없다. 그는 권리를 갖는 것이 바람직 할 수도 있지만“특정 권리가 확립되기를 바라는 이유는 그 권리가 아니다. 욕망은 공급이 아니다. 배고픔은 빵이 아니다.” 주권자가 제정 한 법률에 의해 존재하는 권리를 확립하는 것은 논리적으로 타당하지만, 자연에 의해 확립 된 권리를 주장하는 것은 그렇지 않는다.  “자연적 권리는 아버지가 없었던 아들이다.”
벤담은 자연권 이론에 논리적 인 근거가 없다고 생각했을뿐만 아니라 그들의 개인 주의적 접근이 사회에 해롭다 고 믿었다.
공공 평화의 큰 적들은 이기적이고 비사교적인 열정이며, 있는 그대로의 열정이며, 각 개인의 존재와 그의 안보에 대한 것이다.권리에 대한 이 선언의 목적은 무엇이었습니까? 영구적이고 뚜렷하게 보이는 것? 이러한 열정에 가능한 한 힘을 더하는 것, 그러나 이미 너무 강한 것, - 그들을 지탱하는 끈을 터뜨리는 것, - 이기적인 열정에, 어디에나 - 여러분의 먹잇감입니다! - 성난 열정에, 거기에도, 어디에나 여러분의 적이 있다. 이것이 이 유명한 선언문의 도덕성이다.
— Jeremy Bentham
Bentham은 사회가 자신의 욕망에 대한 단기적인 만족이 아니라 더 큰 선을 추구하는 사람들의 능력에 달려 있다고 생각했다. 그가 이기심을 찬양하는 것으로 본 자연권의 발전은 인간의 삶을 견딜 수있는 사회 공동체를 무너 뜨리는 수단을 제공하는 것이었다.

### 인권에 대한 마르크스 주의적 비판
" 유대인의 질문 "에서 칼 마르크스는 부르주아 이데올로기 로 인간과 시민의 권리 선언을 비판 했다 .
무엇보다도 우리는 소위 인간의 권리, 즉 droits du citoyen과 구별되는 droits de l' homme이 시민 사회 구성원의 권리에 지나지 않는다는 사실에 주목한다. 즉, 이기적인 인간의 권리, 다른 사람과 지역 사회에서 분리 된 사람의 ... 1791년 인간의 권리 선언에 따르면 :
"자유는 다른 사람에게 해를 끼치 지 않는 모든 것을 할 수 있다는 것이다."
그러므로 자유는 다른 사람에게 해를 끼치 지 않는 모든 것을 할 권리이다. 다른 사람을 해치지 않고 행동 할 수 있는 한계는 두 필드 사이의 경계가 경계 포스트에 의해 결정되는 것처럼 법으로 정의된다.
따라서 마르크스에 따르면 :
보안은 부르주아 사회의 최고의 사회적 개념이고, 경찰의 개념이며, 전체 사회는 각 구성원이 자신의 인격, 권리 및 재산을 보호하기 위해 존재한다.
마르크스에게 자유권과 정의에 대한 생각은 우리 각자가 다른 인간으로부터 보호를 받아야한다는 생각에 전제된다. 따라서 자유권은 그러한 인식 된 위협으로부터 우리를 보호하기 위해 고안된 분리의 권리이다. 그러한 견해에 대한 자유는 간섭으로부터의 자유이다. 이 견해가 부정하는 것은 – 마르크스에 따르면 – 진정한 자유는 다른 사람들과의 관계에서 긍정적으로 발견 될 가능성이다. 그것은 고립 된 것이 아니라 인간 공동체에서 발견되어야한다. 따라서 권리 체제를 주장하는 것은 우리가 인간 해방에서 찾을 수있는 진정한 자유의 가능성을 훼손하는 방식으로 서로를 바라 보도록 장려한다.
마르크스주의 비판 이론가 인 슬라 보이 지젝은 "다른 사람에 대한 자유 주의적 태도는 타자에 대한 존중, 그것에 대한 개방성, 괴롭힘에 대한 강박적인 두려움으로 특징 지어진다. 요컨대, 다른 사람은 실제로 다른 사람이 아닌 한 그 존재가 방해가되지 않는 한 환영받는다. 따라서 공차는 그 반대와 일치한다. 상대방에게 관대해야한다는 나의 의무는 내가 그 또는 그녀에게 너무 가까이 다가 가서는 안되며 그의 공간에 침입해서는 안된다는 것을 의미한다. 간단히 말해서, 나의 과도한 근접성에 대한 그의 편협함을 존중해야한다. 이것은 선진 자본주의 사회의 중심 인권으로 점차 떠오르고 있다. '괴롭힘을 당하지 않을'권리, 즉 타인으로부터 안전한 거리를 유지해야하는 권리이다.”그리고“보편적 인권은 사실상 백인 남성의 권리이다. 부동산 소유자는 시장에서 자유롭게 교환하고, 노동자와 여성을 착취하고, 정치적 지배를 행사할 수 있다. "
영국의 사회 학자 로버트 파인 은 마르크스의 주장의 핵심은 바우어가지지 한 급진주의에 반박하는 것이라고 주장한다. 즉, 유대인의 권리를 부정 할뿐만 아니라 인간과 시민의 권리를 즉시 파괴 한 급진주의이다. 마르크스가 초기 저술 에서처럼 유대인 질문에서 더 일반적으로 주장한 것은 옳은 철학이었다. 파인은 마르크스가 반대하는 것은 유태인에 대한 적대감뿐 아니라 옳은 사상에 대한 적대감을 통해 비 인간성을 드러낸 영이없는 급진주의라고 믿는다. " 더욱이 파인은 마르크스가 권리에 대한 생각을 일으키는 사회는 상품 형태를 일으키는 사회와 같다고 주장했다. 그들은 같은 메달의 양면이다. 시장에서 상품 교환을 통해 서로 접촉하는 독립 생산자들의 생산을 기반으로하는 사회이다. 이 생산자들은 공식적으로 그들이 원하는 것을 얼마만큼 생산할 수 있다. 어떤 생산자도 다른 사람이 자신의 의지에 반하여 생산하도록 강요하거나 자신의 의지에 반하여 제품을 몰수 할 수 없다는 점에서 공식적으로 동등한다. 그들은 다른 사람들의 생각이나 행동에 관계없이 모두 자신의 사적인 이익을 추구 할 자격이 있다는 점에서 이기적이다. 다른 생산자와의 접촉은 개인이 다른 사람의 재산에 대한 대가로 자신의 재산을 교환하는 자유롭고 평등 한 교환의 형태를 취하며 유용한 것에 대한 대가로 필요하지 않은 것의 교환은 각 당사자의 상호 이익을 위해 수행되는 것으로 보인다.
Fine은 또한 마르크스의 경우 자신의 이익을 추구하기 위해 자발적인 계약을 체결하는 자유롭고 평등 한 부동산 소유자들 사이에서 교환 관계가 형성되는 것으로 보인다고 주장한다. 파인은 자유와 동등한 권리에 대한 모든 현대 개념에 대한 단서가 대가로 어떻게 놓여 있는지에 대한 마르크스의 주장이라고 믿는 것을 인용한다.
개인 A는 개인 B의 상품에 대한 필요성을 느끼지만 강제로 그것을 적절하게 사용하지 않으며 그 반대도 마찬가지이다. 오히려 서로를 자신의 상품에 침투 할 의지가 있는 사람으로서 소유자로 인정한다. 따라서 인격의 법적인 순간이 여기에 들어온다… 부르주아 사회의 모든 내재된 모순이 소멸 된 것처럼 보인다. 그리고 부르주아 경제학자들이이 측면에서 피난처를 취하는 것보다 훨씬 더 부르주아 민주주의가 있다. : (Marx, Grundrisse : 243, 251)
또한, 거래소 당사자는 자신을 해당 물건에 의지하는 사람으로 서로 관계를 맺어야하며, 서로의 상품을 적절하게 사용하지 않고 자신의 물건을 소외시키는 방식으로 행동해야한다. 양 당사자가 동의한다. 마르크스는 이러한 상품 교환 영역을 '인간의 타고난 권리의 에덴', 즉 자유, 평등, 재산 및 벤담의 영역으로 규정했다.
'상품의 구매자와 판매자 모두 자신의 자유 의지에 의해서만 결정되기 때문에 자유이다. . . . 평등은 각각이 단순한 상품 소유자와 같이 서로 관계를 맺고 동등한 것과 동등한 것을 교환하기 때문이다. 재산은 각자 자신의 것을 처분하기 때문이다. 그리고 Bentham은 각자 자신의 이익만을 추구하기 때문이다. 그것들을 하나로 모으는 유일한 힘은 이기심, 이익 및 각자의 사적 이익이다. : (Marx, Capital 1 : 280)
따라서 로버트 파인 에 따르면 마르크스의 기본적인 비판은 정치 사회에서 사람들은 협동 조합으로 보였지만 경제적 역할에서는 경쟁적이고 개인 주의적이며이기 주의적이라는 것이었다. 요컨대 권리 이론은 인간의 분열과 소외를 표현했다.

### 인권에 관한 Alasdair MacIntyre
Alasdair MacIntyre는 정치 철학, 윤리학 및 형이상학을 포함한 다양한 철학 분야에서 여러 작품을 출판 한 스코틀랜드 철학자이다. MacIntyre는 After Virtue에서 인권의 개념을 비판하고 "그런 권리는 없으며, 그에 대한 믿음은 마녀와 유니콘에 대한 믿음이있는 것"이라고 유명하게 주장한다.
매킨타이어는 인권의 존재를 정당화하려는 모든 시도가 실패했다고 주장한다. 그는 자연권 이 자명 한 진리라는 18 세기 철학자들의 주장은 자명 한 진리와 같은 것이 없기 때문에 필연적으로 거짓이라고 주장한다. 그는 20 세기 철학자들이 직관에 입각 한 탄원이 철학적 추론에 결함을 보인다고 말한다. 매킨타이어는 로널드 드워킨 이 진술을 입증 할 수 없다고 주장하는 것이 틀린 것은 아니지만 마녀와 유니콘과 관련하여 동일한 주장을 적용할 수 있다고 설명한다.
맥킨타이어는 계몽주의가 일관된 도덕 체계를 만들어 내지 못했다는 더 광범위한 논쟁의 맥락에서 인권에 대한 비판을했다. 계몽주의 철학자들은 도덕성에 대한 정당화로서 위계와 신학이라는 불신 한 개념을 버리려고 노력했다. 대신 MacIntyre는 깨달음이 개인을 옳고 그름을 지시하는 주권 적 권위로 두었다고 주장한다. 그러나 도덕에 대한 역사적 관념에 대한 충성은 남아 있고 철학자들은 현존하는 신념에 대한 세속적이고 합리적인 정당성을 찾으려고 노력했다. MacIntyre는 문제는 신학 적 도덕성이 인간 본성의 결함을 극복하기 위해 개발되었다는 점이라고 주장한다. 이상의 예를 제시한다. 이 '완벽한 인간성'개념이 없이는 도덕 이론을 구축 할 수 있는 유일한 기초는 불완전한 인간 본성의 기초였다. MacIntyre에게 그 결과는 각각 합리적 정당성이 있다고 주장하고 라이벌 개념의 결과에 대해 이의를 제기하는 도덕적 입장의 모음이었다.
MacIntyre는 사회에서 발생하는 많은 도덕적 논쟁이“깨달음 프로젝트”의 실패의 결과로 설명 될 수 있다고 믿는다. 인권은 합리성에 근거한 잘못된 주장을하는 이전의 신학 적 신념에 근거한 도덕적 신념의 한 예이다. 원칙이 어떻게 갈등을 유발하는지 설명하기 위해 그는 낙태의 예를 제시한다. 이 경우 어머니가 자신의 신체를 통제 할 수 있는 권리는 잠재적 인 아이가 생명권을 박탈당하는 것과 대조된다. 자유에 대한 권리와 생명에 대한 권리는 그 자체로 도덕적으로 허용되는 주장으로 간주되지만, 서로를 대립 할 때 갈등이 발생한다.

## 가치와 재산의 이론
헨리 겐트의 관절 이론은 모든 사람은 속성에 대한 관심이 자신의 몸이다. 존 로크 사용하는 단어 시설 모두에서 광범위하고 좁다. 넓은 의미에서,그것의 넓은 범위를 커버하는 인간의 이익과 열망이 더 좁게 말하는 물품이다. 그가 주장하는 숙박 시설은 자연적인 오른쪽에서 파생되고 있다. 또한,객실 앞에는 정부와 정부는 할 수 없습니다"처분의 에스테이트 과목의 임의로."를 거부하는 유효한 특성에 따라 권한 로크를 거부하는 것이다. 영국의 철학자 했다 중요한 영향에 따라 발달의 정부의 중심이었는 기본적인 창립이념의 미국. 칼 마르크스 나중에 critiqued 로크의 이론의 속성에서 그의 이론들의 잉여 가치,보의 시작 이론의 잉여 값에서 로크의 작동한다.에서 로크의 두 번째 논문 다고 주장했는 권리를 자신의 개인 객실 무제한 만큼은 아무도 더 이상 그 사용을 허용하지 않고 어떤 자신의 재산을 낭비하기 위하여 갈고 있다는 충분한 일반적인 리소스를 비교할 수 있게 다른 사람을 위해 자신을 만들어 제공한다. 로크 않았다고 생각하는 것이 더 많은 것이"부지런하고 합리적인"다른 사람 보다는 것이 더 축적성,하지만 믿고 이 발생하지 않 부족. 하지만 이 시스템은 일할 수 있는 도입하기 전에 돈,마르크스에서 주장 의 이론 잉여 가치는 로크의 시스템을 것이라고 주장하는 돈이었다 모순이의 자연의 법에는 개인 재산을 설립되었다.